# 24274 Еллісвілер
24274 Еллісвілер (1999 XN167, 1982 SJ6, 1982 UM3, 1986 OR, 24274 Alliswheeler) — астероїд головного поясу, відкритий 10 грудня 1999 року.
Тіссеранів параметр щодо Юпітера — 3,403.